# Авила, Артур
Артур Авила (порт. Artur Ávila Cordeiro de Melo; род. 29 июня 1979, Рио-де-Жанейро) — бразильский математик, работающий в основном в области динамических систем и спектральной теории.
Лауреат Филдсовской премии (2014). Член Бразильской академии наук.
Иностранный член Национальной академии наук США (2019)

## Биография
В возрасте 16 лет Авила выиграл золотую медаль на Международной математической олимпиаде 1995 года и получил стипендию для Национального института математики «Pura e Aplicada» (IMPA). Позже он поступил в Федеральный университет Рио-де-Жанейро (UFRJ), получив степень бакалавра математики.
В 19 лет Авила начал писать докторскую диссертацию по теории динамических систем. В 2001 году он закончил работу и получил докторскую степень в IMPA. В том же году Авила переехал за границу во Францию для проведения постдокторских исследований. В исследованиях он работал с одномерной динамикой и голоморфными функциями.
С 2003 года Авила работал исследователем в Национальном центре научных исследований (CNRS) во Франции, а затем стал директором по исследованиям в 2008 году. Его научным руководителем после докторантуры был Жан-Кристоф Йоккоз.

## Математическая работа
Большая часть работ Артура Авила связана с динамическими системами. В марте 2005 года в возрасте 26 лет Авила и Светлана Житомирская доказали «гипотезу десяти мартини» — задачу, предложенную американским физиком-математиком Барри Саймоном.
Марк Кац обещал вознаграждение в размере десяти мартини тому, кто решит эту проблему: действительно ли спектр из определенного типа оператора является канторовым множеством, при определенных условиях по своим параметрам. Проблема не решалась 25 лет, пока Авила и Житомирская не ответили на нее утвердительно. Позже в том же году Авила и Марсело Виана доказали гипотезу Зорича — Концевича о том, что все нетривиальные показатели Ляпунова потока Тейхмюллера на пространстве модулей абелевых дифференциалов на компактных римановых поверхностях различны.

## Награды и почести
- Золотая медаль на «Olimpíada Brasileira de Matemática», Бразилия (1993)[16]
- Золотая медаль на «Olimpíada Brasileira de Matemática», Бразилия (1994)[16]
- Золотая медаль на «Olimpíada Brasileira de Matemática», Бразилия (1995)[16]
- Золотая медаль Международной математической олимпиады (1995)[17]
- Докторская диссертация (научный руководитель Велингтон де Мело) (2001)[18]
- Приглашённое выступление на ICMP (2006)[19]
- Бронзовая медаль CNRS (2006)[19]
- Бронзовая медаль Национального центра научных исследований (2006)
- Премия Салема (2006)[19]
- Стипендия Математического института Клэя (2006)
- Премия Европейского математического общества (2008)
- Лекции памяти Вола — Калифорнийский технологический институт (2008)[20]
- Доклад на Европейском математическом конгрессе (2008)[21]
- Гран-при Жака Эрбрана Французской академии наук (2009)[22]
- Лекции Портера, Университет Райса (2010)[23]
- Пленарное выступление на Международном конгрессе математиков (2010)[24]
- Серия лекций Блит Университета Торонто (2011)[25]
- Премия Майкла Брина в области динамических систем (2011)[26]
- Премия Международной ассоциации математической физики за раннюю карьеру (2012)[27]
- Премия Бразильского математического общества (2013)[28]
- Филдсовская премия (2014)
- Лекции Беллоу Северо-Западного университета (2014)[29]
- Кавалер ордена Почётного легиона (2014)[30]
- Научная премия «TWAS-Lenovo» (2015)[31]

В 2010 году сделал пленарный доклад на Международном конгрессе математиков.
В 2014 году на Международном конгрессе математиков стал лауреатом Филдсовской премии.